# Tianguis de San Martín Texmelucan

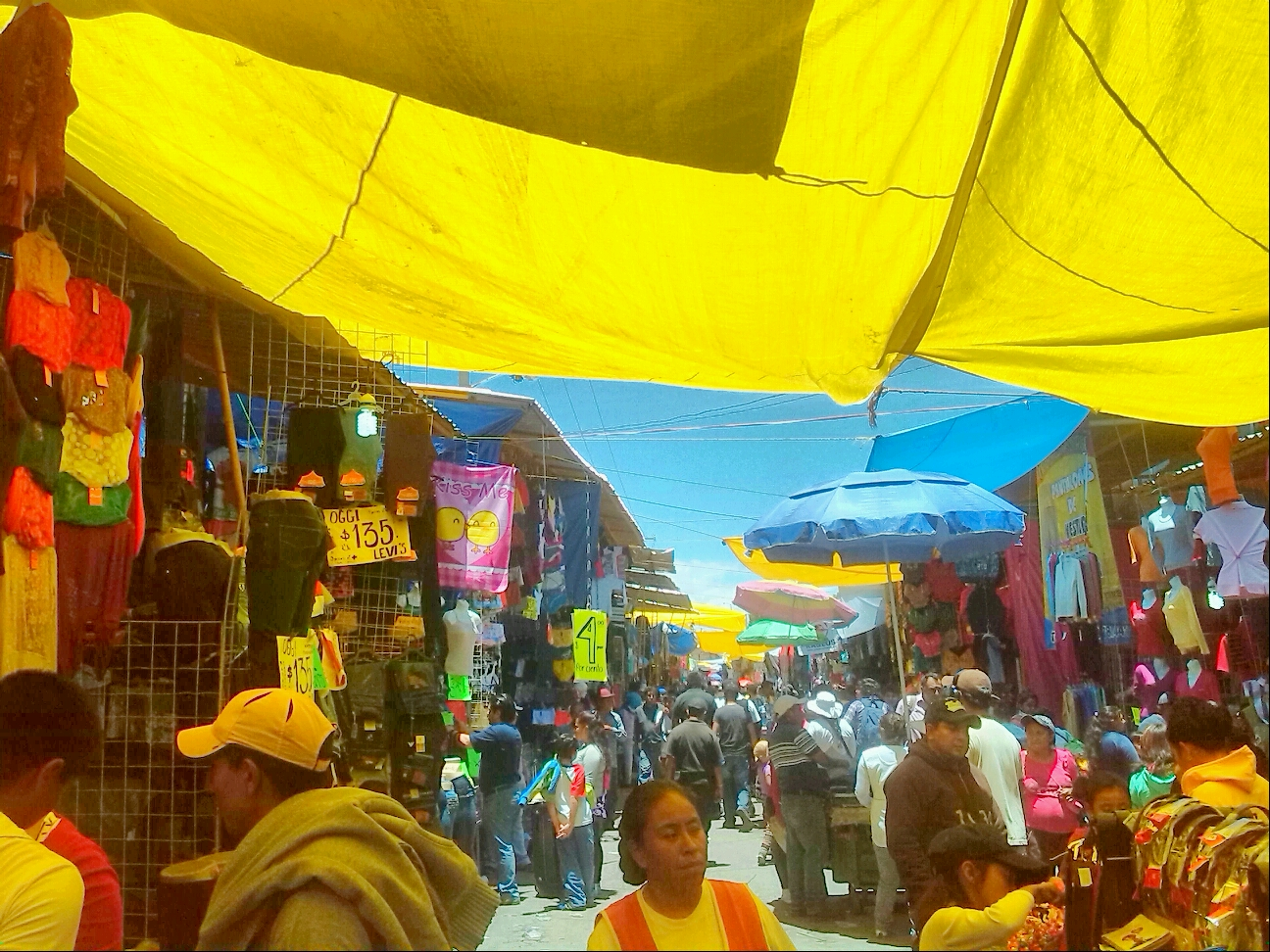
Tianguis del día martes

El Tianguis de San Martín Texmelucan es un mercado muy amplio de diversos productos (fruta, verdura, comida, ropa, vehículos, etc.) que se ubica en el municipio de San Martín Texmelucan, en sus inicios se ubicaba en el cuadro central de la ciudad, pero, debido a su gran crecimiento, a partir del 13 de mayo de 1994 se reubicó en la localidad de San Lucas Atoyatenco. Este tianguis cuenta con una extensión de más de 35 hectáreas por lo que su control se ha dividido en más de 40 líderes.
A este tianguis o mercado llegan compradores de todo el país, destacándose del sur, Oaxaca, Chiapas, Guerrero, y éstos comienzan a llegar desde el día domingo a la ciudad, aunque el tianguis se realiza lunes y martes. El tianguis está considerado como uno de los más grandes de Latinoamérica. El tianguis es conocido principalmente por la venta de productos textiles por mayoreo vendiendo textiles de todo tipo que se producen en los estados de Puebla y Tlaxcala, también se vende calzado que llega de la ciudad de León y Naolinco. Se expenden frutas y verduras en una sección del gigantesco tianguis y por otro lado el mismo día de tianguis se venden vehículos usados. Sin embargo, la extensión destinada para el tianguis de autos se ha reducido debido al establecimiento del centro comercial Walmart. Debido a que el municipio de Texmelucan es fronterizo con el estado de Tlaxcala, del lado tlaxcalteca en la localidad Villa Alta del municipio de Tepetitla de Lardizábal se ubica el tianguis de animales siendo visitado por campesinos y ganaderos venidos de diversas partes del país martes tras martes.